# Oedheim
Oedheim è un comune tedesco di 5 978 abitanti, situato nel land del Baden-Württemberg.